# Robert Šavlakadze
Robert Michajlovič Šavlakadze, mistr sportu (gruzínsky: რობერტ შავლაყაძე; rusky Роберт Михайлович Шавлакадзе; 1. dubna 1933, Tbilisi – 4. března 2020, Tbilisi) byl sovětský atlet gruzínské národnosti, který se specializoval na skok do výšky. V roce 1960 vyhrál Olympijské hry v Římě.
Od roku 1961 byl tréninkovým konzultantem československého reprezentanta výškaře Karla Brzobohatého (203 cm 1961).
Jeho osobní rekord je 217 cm, tuto výšku překonal stylem stredl v roce 1964. Na olympijských hrách v Římě v roce 1960 skočil společně s Valerijem Brumelem 216 cm, což tehdy znamenalo nový olympijský rekord. O čtyři roky později ho ale o dva cm vylepšil právě Valerij Brumel, a získal zlatou medaili.

## Vyznamenání
- Prezidentský řád znamenitosti – Gruzie, 2018[1]

## Soutěže
- OH 1960 Řím (1.)
- OH 1964 Tokio (5.)
- ME 1962 Bělehrad (3.)

- Mistr SSSR 1964 217 cm
- Mezinárodní memoriál Evžena Rošického Praha 1961 (1.) 210 cm